# Leptophion vechti
Leptophion vechti là một loài tò vò trong họ Ichneumonidae.